# Mistrovství Československa jednotlivců na klasické ploché dráze 1981
Mistrovství Československa jednotlivců na klasické ploché dráze 1981 bylo tvořeno 4 závody.

## Závody
Z1 = Čakovice – 3. 5. 1981
Z2 = Praha – 25. 6. 1981
Z3 = Slaný – 27. 6. 1981
Z4 = Plzeň – 28. 7. 1981

## Celkové výsledky
| Pořadí | Jméno             | Klub              | Body | Body celkem |
| ------ | ----------------- | ----------------- | ---- | ----------- |
| 1.     | Jiří Štancl       | Rudá hvězda Praha |      | 55+3        |
| 2.     | Aleš Dryml        | Pardubice         |      | 55+2        |
| 3.     | Václav Verner     | Rudá hvězda Praha |      | 45          |
| 4.     | Petr Ondrašík     | Rudá hvězda Praha |      | 40          |
| 5.     | Zdeněk Kudrna     | Rudá hvězda Praha |      | 38          |
| 6.     | Milan Špinka      | Rudá hvězda Praha |      | 36          |
| 7.     | Jiří Svoboda      | Rudá hvězda Praha |      | 31          |
| 8.     | Jan Verner        | Rudá hvězda Praha |      | 29          |
| 9.     | Jiří Jirout       | Pardubice         |      | 28          |
| 10.    | Jindřich Dominik  | Plzeň             |      | 25          |
| 11.    | Jan Hádek         | Plzeň             |      | 22          |
| 11.    | Petr Kučera       | Pardubice         |      | 22          |
| 13.    | Ladislav Hradecký | Rudá hvězda Praha |      | 20          |
| 14.    | Emil Sova         | Pardubice         |      | 14          |
| 15.    | Lubomír Jedek     | Žarnovica         |      | 7           |
| 16.    | Stanislav Urban   | Čakovice          |      | 3           |
| 17.    | Josef Rybář       | Slaný             |      | 2           |
| 18.    | Jan Klokočka      | Slaný             |      | 2           |
| 19.    | Zdeno Vaculík     | Žarnovica         |      | 0           |